# Phtheirichthys lineatus
A Phtheirichthys lineatus a sugarasúszójú halak (Actinopterygii) osztályának sügéralakúak (Perciformes) rendjébe, ezen belül az Echeneidae családjába tartozó faj.
Nemének egyetlen faja.

## Előfordulása
A Phtheirichthys lineatus világszerte előfordul a trópusi és szubtrópusi tengeri vizekben. A legfőbb állományai az Amerikai Egyesült Államokbeli Dél-Karolinától Dél-Amerika északi részéig találhatók meg, beleértve a Mexikói-öblöt is. A Csendes-óceán nyugati felén levő Guam sziget környékén is jelen van.

## Megjelenése
Ez a hal legfeljebb 76 centiméter hosszú. A hátúszóján 32-38  sugár, míg a farok alatti úszóján 31-38 sugár ül. Háti része kékesfekete, hasi része fehér. A testén három csík fut végig: a felső világoskék, a középső fekete és az alsó ezüstös színű. A fején tapadókorong van.

## Életmódja
Szubtrópusi, tengeri hal, amely a nyílt vizeket kedveli. 1 méternél mélyebbre nemigen úszik le. Igen ritka halfaj. Általában nyilascsukafélékre (Sphyraenidae), más nagytestű halakra és tengeriteknős-félékre (Cheloniidae) tapadva viteti magát. Általában a gazdaállatok testére tapad, de néha azok kopoltyúiban is megtalálható.